# 约尔格·弗里德里希 (赛艇运动员)
约尔格·弗里德里希（德語：Jörg Friedrich，1959年7月7日—），德国男子赛艇运动员。他曾代表东德参加1980年夏季奥林匹克运动会赛艇比赛，获得男子八人单桨有舵手金牌。